# Una vida sense por
Una vida sense por (títol original: Blue Juice) és una pel·lícula britànica de comèdia dramàtica del 1995, dirigida per Carl Prechezer, amb un guió original de Prechezer amb col·laboració de Peter Salmi i Tim Veglio. La pel·lícula és protagonitzada per Sean Pertwee, Catherine Zeta-Jones i Ewan McGregor. La producció va estar a càrrec de Simon Relph i Peter Salmi. Blue Juice va ser filmada a Cornwall. Ha estat doblada al català.

## Argument
La història segueix a J.C, un jove que sembla tenir-ho tot, no obstant això en complir els 30 se li presenta un dilema; un compromís amb la noia dels seus somnis o un viatge al voltant del món amb els seus amics.

## Repartiment
- Catherine Zeta-Jones: Chloe
- Sean Pertwee: JC
- Ewan McGregor: Dean Raymond
- Steven MacKintosh: Josh Tambini
- Peter Gunn: Terry Colcott

## Producció
La pel·lícula va ser filmada en diferents llocs de Cornualla, Anglaterra. La principal localització de l'Aqua Shack és a Mousehole, mentre que altres llocs mostrats en el mateix Cornwall inclouen, Chapel Porth, St Agnes; Godrevy, St Ives i Newquay, Cornwall.